# SGSM1
SGSM1‏ (Small G protein signaling modulator 1) هوَ بروتين يُشَفر بواسطة جين SGSM1 في الإنسان.